# Margaret Rule
Margaret Helen Rule CBE (27 september 1928 - 9 april 2015) was een Brits archeoloog. Ze leidde in 1982 de lichting van het wrak van de Mary Rose.

## Biografie
Rule werd als Margaret Martin in 1928 in Buckinghamshire geboren. Ze studeerde scheikunde aan de Universiteit van Londen. Ze werkte als curator bij het Fishbourne Roman Palace, nadat ze de opgraving ervan had geleid. Via via kwam Rule in aanraking met het onderzoek naar de Mary Rose, het vlaggenschip van Hendrik VIII en ze verdiepte zich in de onderwaterarcheologie. Rule leidde de berging van dat schip in oktober 1982, een gecompliceerde operatie die 4 miljoen pond kostte en via de televisie een miljoenenpubliek trok.